# Frans Ykens

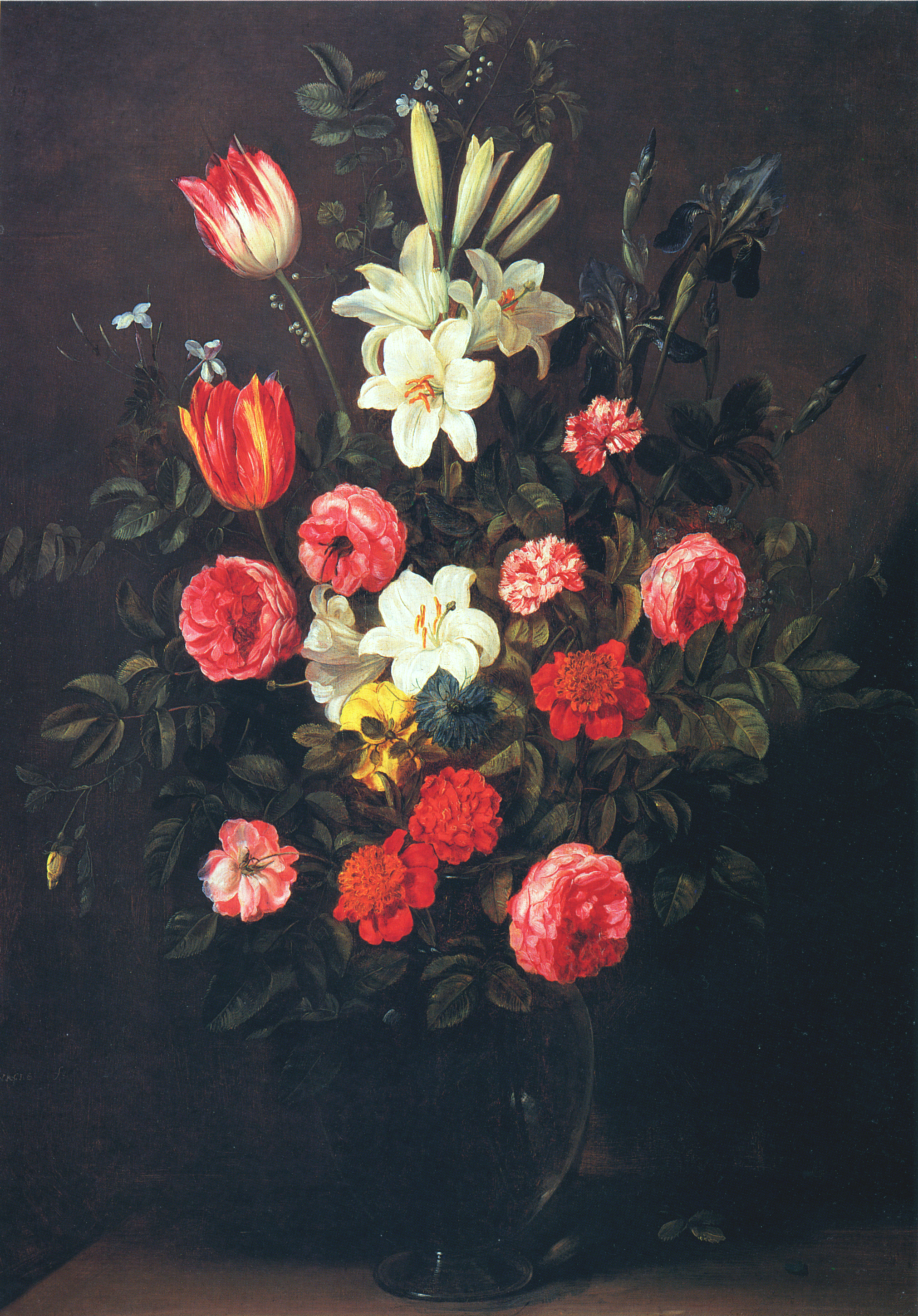
Frans Ykens, Bukiet kwiatów w szklanej wazie

Frans Ykens (ur. 17 kwietnia 1601 w Antwerpii, zm. przed 1693 w Brukseli) – flamandzki malarz martwych natur.
Był siostrzeńcem i uczniem Osiasa Beerta. Po ukończeniu nauki odbył podróż do Prowansji. W 1630 został mistrzem w Antwerpii, gdzie spędził większą część życia.
Malował girlandy kwiatowe, kwiaty w wazonach i zastawione stoły.
Jego bratanica Catharina Ykens również została malarką.

## Wybrane dzieła
- Kobieta sprzedająca zwierzynę – St. Petersburg, Ermitaż,
- Madonna w wieńcu z kwiatów (1662) – Moskwa, Muzeum Puszkina,
- Martwa natura z owocami – Berlin, Gemaeldegalerie,
- Święta Rodzina w otoku kwiatów – Gandawa, Museum voor Schone Kunsten,
- Zastawiony stół (1636) – Gandawa, Koninklijk Academie voor Schone Kunsten,
- Zwierzyna, owoce i jarzyny (1646) – Madryt, Prado.